# Who Made Who World Tour
Who Made Who World Tour bylo koncertní turné australské hardrockové skupiny AC/DC, které sloužilo jako propagace alba Who Made Who. Ačkoliv se turné konalo jen po Spojených státech, název avšak pobíral název světového turné.

## Setlist
1. "Who Made Who"
2. "Shot Down in Flames"
3. "Dirty Deeds Done Dirt Cheap"
4. "Back in Black"
5. "Fly on the Wall"
6. "She's Got Balls"
7. "Jailbreak"
8. "The Jack"
9. "Shoot to Thrill"
10. "You Shook Me All Night Long"
11. "Whole Lotta Rosie"
12. "Let There Be Rock"
13. "Highway to Hell"

Přídavek:
1. "T.N.T."
2. "Hells Bells"
3. "For Those About to Rock (We Salute You)"

## Sestava
AC/DC
- Brian Johnson – (zpěv)
- Angus Young – (sólová kytara)
- Malcolm Young – (doprovodná kytara, doprovodné vokály)
- Cliff Williams – (baskytara, doprovodné vokály)
- Simon Wright – (bicí)

## Turné v datech
| Datum             | Město           | Stát          | Místo                              |
| ----------------- | --------------- | ------------- | ---------------------------------- |
| 30. července 1986 | New Orleans     | Spojené státy | UNO Lakefront Arena                |
| 31. července 1986 | New Orleans     | Spojené státy | UNO Lakefront Arena                |
| 1. srpna 1986     | Shreveport      | Spojené státy | Hirsch Memorial Coliseum           |
| 2. srpna 1986     | Little Rock     | Spojené státy | Barton Coliseum                    |
| 3. srpna 1986     | Kansas City     | Spojené státy | Kemper Arena                       |
| 5. srpna 1986     | Fort Worth      | Spojené státy | Tarrant County Convention Center   |
| 6. srpna 1986     | Houston         | Spojené státy | The Summit                         |
| 7. srpna 1986     | San Antonio     | Spojené státy | HemisFair Arena                    |
| 9. srpna 1986     | Tucson          | Spojené státy | Tucson Convention Center           |
| 10. srpna 1986    | Phoenix         | Spojené státy | Compton Terrace Amphitheater       |
| 11. srpna 1986    | Paradise        | Spojené státy | Thomas & Mack Center               |
| 12. srpna 1986    | San Diego       | Spojené státy | San Diego Sports Arena             |
| 13. srpna 1986    | Laguna Hills    | Spojené státy | Irvine Meadows Amphitheatre        |
| 15. srpna 1986    | Daly City       | Spojené státy | Cow Palace                         |
| 16. srpna 1986    | Sacramento      | Spojené státy | Cal Expo Amphitheatre              |
| 18. srpna 1986    | Portland        | Spojené státy | Portland Memorial Coliseum         |
| 19. srpna 1986    | Tacoma          | Spojené státy | Tacoma Dome                        |
| 20. srpna 1986    | Spokane         | Spojené státy | Spokane Coliseum                   |
| 22. srpna 1986    | Calgary         | Kanada        | Olympic Saddledome                 |
| 23. srpna 1986    | Edmonton        | Kanada        | Northlands Coliseum                |
| 25. srpna 1986    | Winnipeg        | Kanada        | Winnipeg Arena                     |
| 26. srpna 1986    | Bismarck        | Spojené státy | Bismarck Civic Center              |
| 27. srpna 1986    | Rapid City      | Spojené státy | Rushmore Plaza Civic Center        |
| 28. srpna 1986    | Sioux Falls     | Spojené státy | Sioux Falls Arena                  |
| 29. srpna 1986    | Bloomington     | Spojené státy | Met Center                         |
| 30. srpna 1986    | East Troy       | Spojené státy | Alpine Valley Music Theatre        |
| 2. září 1986      | Kalamazoo       | Spojené státy | Wings Stadium                      |
| 3. září 1986      | St. Louis       | Spojené státy | Kiel Auditorium                    |
| 4. září 1986      | Hoffman Estates | Spojené státy | Poplar Creek Music Theater         |
| 5. září 1986      | Fort Wayne      | Spojené státy | Allen County War Memorial Coliseum |
| 6. září 1986      | Thornville      | Spojené státy | Buckeye Lake Music Center          |
| 9. září 1986      | Cincinnati      | Spojené státy | Riverbend Music Center             |
| 10. září 1986     | Cuyahoga Falls  | Spojené státy | Blossom Music Center               |
| 11. září 1986     | Detroit         | Spojené státy | Joe Louis Arena                    |
| 12. září 1986     | Toronto         | Kanada        | Exhibition Stadium                 |
| 13. září 1986     | Montreal        | Kanada        | Montreal Forum                     |
| 14. září 1986     | Portland        | Spojené státy | Cumberland County Civic Center     |
| 15. září 1986     | Filadelfie      | Spojené státy | The Spectrum                       |
| 16. září 1986     | Filadelfie      | Spojené státy | The Spectrum                       |
| 17. září 1986     | Worcester       | Spojené státy | The Centrum                        |
| 18. září 1986     | Worcester       | Spojené státy | The Centrum                        |
| 19. září 1986     | Providence      | Spojené státy | Providence Civic Center            |
| 20. září 1986     | Uniondale       | Spojené státy | Nassau Veterans Memorial Coliseum  |